# Адам Пшехшта
Адам Пшехшта (пол. Adam Przechrzta, 14 квітня 1965, Забже) — польський письменник-фантаст, вчений-історик, доктор гуманітарних наук.

## Біографія
Адам Пшехшта народився у Забже. Він закінчив Зеленогурський університет за фахом «історик», після чого зайнявся науковою роботою в цьому ж навчальному закладі. У 2001 році Пшехшта на підставі захисту своєї дисертації «Антидержавна діяльність комуністів з погляду польських спецслужб у 1918—1939 роках» отримав ступінь доктора гуманітарних наук. Він також є автором численних статей про діяльність спецслужб, боїв на ножах та окінавське карате.
Літературну діяльність Адам Пшехшта розпочав у 2006 році, коли опублікував у журналі «Nowa Fantastyka» оповідання «Перший крок» (пол. Pierwszy krok). У 2009 році він опублікував свій перший роман «Хоругва Архангела Михаїла» (пол. Chorągiew Michała Archanioła). У цьому ж році вийшла збірка оповідань автора «Вовчий легіон» (пол. Wilczy legion), який описує пригоди співробітників польських спецслужб у період між двома світовими війнами в альтернативній реальності. У 2011 році Пшехшта розпочав цикл творів «Демони», головним героєм яких є офіцер ГРУ Олександр Розумовський. У 2013 році письменник опублікував роман «Гамбіт Великопольського» (пол. Gambit Wielopolskiego), в якому описується альтернативна історія за який отримав срібну відзнаку літературної премії імені Єжи Жулавського. З 2016 року письменник працює над циклом творів «Materia Prima», у якому вийшли три романи — «Адепт» (пол. Adept), «Намісник» (пол. Namiestnik) і «Тінь» (пол. Cień). Більшість творів Адама Пшехшти написані в стилі альтернативної реальності та альтернативної історії, а також у стилі історико-фантастичних бойовиків.

### Цикл «Депозитарій Хоругви Архангела» (пол. Depozytariusz Chorągwi Archanioła)
- Хоругва Архангела Михаїла (пол. Chorągiew Michała Archanioła, Fabryka Słów, Lublin, 2009)
- Білі ночі (пол. Białe noce, Fabryka Słów, Lublin, 2010)

### Цикл «Демони» ( пол.O Razumowskim)
- Демони Леніграду (пол. Demony Leningradu,  Fabryka Słów, Lublin 2011)
- Демони війни, частина 1 (пол. Demony wojny 1,  Fabryka Słów, Lublin 2013)
- Демони війни, частина 2 (пол. Demony wojny 2,  Fabryka Słów, Lublin 2014)
- Демони мирного часу (пол. Demony czasu pokoju,  Fabryka Słów, Lublin 2015)
- Демони помсти. Абакумов (пол. Demony zemsty. Abakumow, Fabryka Słów, Lublin 2019)
- Демони помсти. Берія (пол. Demony zemsty. Beria, Fabryka Słów, Lublin 2020)

### Цикл «Materia Prima»
- Адепт (пол. Adept, Fabryka Słów, Lublin 2016)
- Намісник (пол. Namiestnik, Fabryka Słów, Lublin 2017)
- Тінь (пол. Cień, Fabryka Słów, Lublin 2018)

### Цикл «Materia Secunda»
- Слуга крові (пол. Sługa krwi, Fabryka Słów, Lublin 2021)
- Слуга честі (пол. Sługa honoru, Fabryka Słów, Lublin 2022)
- Слуга імперії (пол. Sługa cesarstwa, Fabryka Słów, Lublin 2023)

### Цикл«Магічна Зелена Гора»(пол. «Mons Viridis Magicus»)[2]
- Антикваріат під Саламандрою (пол. Antykwariat pod Salamandrą, Fabryka Słów, Lublin 2024)
- Темні дороги (пол. Mroczne Drogi, Fabryka Słów, Lublin 2025)

### Інші романи
- Перший крок (пол. Pierwszy krok, 2008)
- Вовчий легіон (пол. Wilczy legion, роман в новелах, 2009)
- Гамбіт Великопольського (пол. Gambit Wielopolskiego, 2013)

### Оповідання
- Перший крок (пол. Pierwszy krok, 2006)
- Gothique, (2006)
- Перший крок 2 (пол. Pierwszy krok 2, 2006)
- Морок над Варшавою (пол. Mrok nad Warszawą, 2007)
- Алхімік (пол. Alchemik, 2007)
- Diabolique, (2007)
- Agentes in rebus, (2007)
- Майстер меча (пол. Mistrz miecza, 2007)
- західна чиста країна (пол. Zachodnia czysta kraina, 2008)
- Вовчий легіон (пол. Wilczy Legion, 2008)
- Смак апокаліпсису (пол. Smak apokalipsy, 2008)
- Прогулянка з провідником (пол. Wycieczka z przewodnikiem, 2009)